# Добжелевиці
Добжелевиці (пол. Dobrzelewice) — село в Польщі, у гміні Коваль Влоцлавського повіту Куявсько-Поморського воєводства.
Населення — 170 осіб (2011).
У 1975-1998 роках село належало до Влоцлавського воєводства.

## Демографія
Демографічна структура станом на 31 березня 2011 року:
|          | Загалом | Допрацездатний вік | Працездатний вік | Постпрацездатний вік |
| -------- | ------- | ------------------ | ---------------- | -------------------- |
| Чоловіки | 86      | 22                 | 49               | 15                   |
| Жінки    | 84      | 15                 | 50               | 19                   |
| Разом    | 170     | 37                 | 99               | 34                   |